# Lalla Laaroussa
Lalla Laâroussa est un programme marocain de la SNRT diffusé sur  Al Aoula chaque samedi soir (rediffusé le dimanche après-midi) et dont chaque prime englobe des résumés, des compétitions, des challenges. L'idée consiste à faire participer des candidats récemment mariés afin de gagner une maison de rêves, une fête de mariage organisée à Marrakech, ainsi qu'un mois de lune de miel en Thaïlande ou en Turquie, les autres qui n'arrivent pas à la finale gagnent aussi des chèques ou des fournitures d'ameublement.
L'émission est diffusée depuis 2006 avec une seule interruption en 2013.

## Concept
Au départ de l'aventure, sept couples s’affrontent. Chaque couple représente une ville marocaine.Les belles-mères se joignent aux candidats et à leurs coachs pour partager la même maison durant toute la période de l'émission. Chaque jour une quotidienne présente la vie des candidats, et les épreuves qu'ils ont affrontées durant la semaine. Des questionnaires récurrents, des épreuves en plateau et hors plateau permettent de départager les candidats.
À la fin de chaque prime le couple qui a enregistré le plus bas score de la semaine quitte le programme. 
Les vainqueurs repartent avec le plus beau des cadeaux: un beau mariage, un voyage de noces à l'étranger et une maison dans la ville où le couple réside habituellement.

## Règles du jeu
Plusieurs couples de différentes régions du Maroc sont sélectionnés par la production de l'émission. À la suite de cette audition, les couples arrivent à Casablanca pour la phase éliminatoire.
Les couples choisis sont départagés selon des points obtenus durant de multiples épreuves.
Les épreuves ont pour but de mesurer le degré de connaissance mutuelle des couples, leur complicité et leur aptitude à vivre ensemble.
Après 7 semaines de compétition, le couple gagnant remporte alors le titre de Lalla Laarossa, et célèbre son union lors d'une nuit féerique, durant laquelle il partage sa joie avec tous les téléspectateurs.

## Gagnants
| Saison | Vainqueurs           | Ville      | Année |
| ------ | -------------------- | ---------- | ----- |
| 1      | Bouchra & Karim      | Larache    | 2006  |
| 2      | Fatima & Naim        | Essaouira  | 2007  |
| 3      | Kawtar & Redouane    | Marrakech  | 2008  |
| 4      | Widad & Yassine      | Mararakech | 2009  |
| 5      | Widad & Soultane     | Méknes     | 2010  |
| 6      | Asmae & Anouar       | Zagoura    | 2011  |
| 7      | Khadija & Zakaria    | Agadir     | 2012  |
| 8      | Insaf & Yassine      | Tanger     | 2014  |
| 9      | Aziza & Marouane     | Casablanca | 2015  |
| 10     | Hasnae & Ayoub       | El Jadida  | 2016  |
| 11     | Nisrine & Mounim     | Tan-Tan    | 2017  |
| 12     | Kawtar & Abderrahman | Tanger     | 2018  |
| 13     | Fatima Zahra & Jawad | Marrakech  | 2019  |
| 14     | Rahma & Med          | Casablanca | 2020  |
| 15     | Wadie & Ghita        | Fès        | 2021  |

## Candidats
| 1  | Bouchra & Karim (Larache)    | Hayat & Farouk (Rabat)       | Ouafaa & Lahcen (Témara)          | Loubna & Hamdi (Mohamedia)        | Mama & Dani (Errachidia)      |                            |                               |               |                             |                   |                                  |                      |                     |                           |  |  |
| 2  | Fatima &Abdelali (Fès)       | Fatima & Naim (Essaouira)    | Samira & Mohcin (Salé)            | Fatima Zehra & Mohamed (Khenifra) | Karima & Chakir (Méknes)      | Fadwa &Jawad (Oujda)       | Bouchra & Rachid (Casablanca) |               |                             |                   |                                  |                      |                     |                           |  |  |
| 3  | Hayat & Rachid (Midelt)      | Meriem & Said (Marrakech)    | Kawtar & Redouan (Laayoune)       | Nora & Rabie (Casablanca)         | Fatima & Khalid (Tétouan)     | Lamiae & Farid (Rabat)     | Samira & Ahmed (Inzgane)      |               |                             |                   |                                  |                      |                     |                           |  |  |
| 4  | Ghizlane & Amin (Salé)       | Yamna & Haso (Ain-Louh)      | Sanaa & Amine (Khourbiga)         | Noureddine & Meriem (Fés)         | Fatima & Samir (Arfoud)       | Widad & Yassin (Marrakech) | Aziza & Reda (Tanger)         |               |                             |                   |                                  |                      |                     |                           |  |  |
| 5  | Hicham & Hanan (Sefrou)      | Driss & Amina (Tifelt)       | Soultan & Widad (Méknes)          | Fatima & Khalid (Chefchaouen)     | Ghizlan & Ismail (Ouarzazate) | Mona & Ahmed (Safi)        |                               |               |                             |                   |                                  |                      |                     |                           |  |  |
| 6  | Asma & Anouar (Zagora)       | Asma &Brahim (Taroudant)     | Asma & Mohamed (Espagne)          | Noureddine & Najat (Méknes)       | Najlae & Moha (Azrou)         | Wafa & Yahia (Tanger)      | Jihad & Mohamed (Allemagne)   |               |                             |                   |                                  |                      |                     |                           |  |  |
| 7  | Anwar & Chaima (Tanger)      | Fadwa & Anas (Méknes)        | Khadija & Zakaria (Agadir)        | Fatima Zahra & Bader (Larache)    | Loubna & Fidae (Khouribga)    | Widad & Fouad (Marrakech)  | Khadija & Imad (Casablanca)   |               |                             |                   |                                  |                      |                     |                           |  |  |
| 8  |                              |                              |                                   |                                   |                               |                            |                               |               |                             |                   |                                  |                      |                     |                           |  |  |
| 9  | Marwan & Aziza (Casablanca)  | Amal & Samir (Agadir)        | Khawla & Charaf (Marrakech)       | Mahassine & Mohamed (Khourbiga)   | Fatima & Adnan (Sidi Rahal)   | Salwa & Med (Azrou)        | Meriem & Ahmed (Missour))     |               |                             |                   |                                  |                      |                     |                           |  |  |
| 10 | Ayoub & Hasna (El Jadida)    | Sara & Khalid (Tétouan)      | Soukaina & Khalil (Kelaa Sraghna) | Khadija & Redouane (Beni Mellal)  | Zineb & Yassine (Italie)      | Jalila & Jawad (Ouazzane)  | Safae & Med (Méknes)          |               |                             |                   |                                  |                      |                     |                           |  |  |
| 11 | Aya & Ziyad (Marrakech)      | Nisrine & Khalil (Khémisset) | Nisrine & Mounim (Tan-Tan)        | Jamila & Abdelatif (Fés)          | Hourya & Anwar (Ouarzazate)   | R'qia & Hamid (Rabat)      | Manal & Souhaib (Tanger)      |               |                             |                   |                                  |                      |                     |                           |  |  |
| 12 | Nabila & Nabil (Kénitra)     | Salma & Ayoub (Marrakech)    | Imane & Mohcine (Allemagne)       | Kawtar & Abderrahmane (Tanger)    | Rihana & Fouad (Casablanca)   | Fatima & Jad (Taounat)     | Karima & Lahcen (El Gara)     |               |                             |                   |                                  |                      |                     |                           |  |  |
| 13 | Kawtar & Mehdi (Italie)      | Botaina&Sofian (Tanger)      | Hayat & Youssef (Casablanca)      | Fatima Zahra & Jawad (Marrakech)  | Assia & Yassine (Canada)      | Leila & Anas (Agadir)      | Ibtissam & Bader (Taza)       |               |                             |                   |                                  |                      |                     |                           |  |  |
| 14 | Karima & Said (Kalaa Sragna) | Ilham & Karim (Khouribga)    | Oumaima & Mahdi (Espagne)         | Fatima & Bousalham (Tata)         | Ghizlane & Med (Taounat)      | Rahma & Med (Casablanca)   | Meriem & Khalid (Fnideq) 15   | Ayoub & Hajar | Mehdi & Fatima Zahra France | Wadie & Ghita Fés | Mohamed & Fatima Zahra Marrakech | Hicham & Iman Tanger | Saïd & Sara Kénitra | Ghizlane & Yassine Italie |  |  |

## Animateurs
| Numéro de saison | Année de production | Animateur principal            | Animateur secondaire                |
| ---------------- | ------------------- | ------------------------------ | ----------------------------------- |
| 1                | 2006                | Najat El Ouafi Abdellah Didane | Mehdi El Ouezzani                   |
| 2                | 2007                | Rachid El Ouali                | Rachid El Idrissi                   |
| 3                | 2008                | Rachid El Ouali                | Rachid El Idrissi                   |
| 4                | 2009                | Khadija Assad Aziz Saad Allah  | Youness Belasri                     |
| 5                | 2010                | Youness Belasri                | Ibtissam Koutaibi Fatine El Youssfi |
| 6                | 2011                | Fatima Kheir                   | Youness Belasri                     |
| 7                | 2012                | Fatima Kheir                   | Azzedine Tsouli                     |
| 8                | 2014                | Fatima Kheir                   | Abdessamad Miftah El Kheir          |
| 9                | 2015                | Fatima Kheir                   | Abdessamad Miftah El Kheir          |
| 10               | 2016                | Fatima Kheir                   | Abdessamad Miftah El Kheir          |
| 11               | 2017                | Fatima Kheir                   | Abdessamad Miftah El Kheir          |
| 12               | 2018                | Safae Hbirkou                  | Dounia Boutazoute                   |
| 13               | 2019                | Safae Hbirkou                  | Dounia Boutazoute                   |
| 14               | 2020                | Safae Hbirkou                  | Kamal Kadimi                        |
| 15               | 2021                | Houda Rihani                   | Kamal Kadimi                        |
| 16               | 2022                | Dounia Boutazoute              | Fadila Benmoussa                    |
| 17               | 2023                | Dounia Boutazoute              | Fadila Benmoussa                    |
| 18               | 2024                | Dounia Boutazoute              | Fadila Benmoussa                    |